# Parcul Național Rapa Nui
Parcul Național Rapa Nui face parte din Patrimoniul Mondial și este situat pe Insula Paștelui, republica Chile. Parcul este împărțit în șapte secțiuni: Puna Pau (numită după cariera  de piatră în care au fost sculptate statuile Pukao), Rano Raraku (numită după carieră în care au fost cioplite cele mai multe sculpturi Moai), Anakena - Ovahe, Ahu Akivi, Costa Norte și Hanga Roa (oraș). Rapa Nui, denumirea indigenă a Insulei Paștelui, este mărturia unui fenomen cultural unic. O societate de origine polineziană care s-a stabilit acolo c. 300 d.Hr. a stabilit o tradiție puternică, imaginativă și originală de sculptură și arhitectură monumentală, liberă de orice influență externă. Din secolul al X-lea până în secolul al XVI-lea, această societate a construit altare și a ridicat figuri enorme de piatră cunoscute sub numele de moai, care au creat un peisaj cultural de neegalat care continuă să fascineze oamenii din lume. Parcul Național Rapa Nui este o zonă protejată a vieții sălbatice chiliane, situată în Insula Paștelui, care concentrează moștenirea culturii Rapa Nui. Această cultură a afișat caracteristici extraordinare care sunt exprimate în arhitectură și sculptură singulară în contextul polinezian. Insula Paștelui, cea mai îndepărtată insulă locuită de pe planetă, se află la 3.700 de kilometri de coasta Chile continentală și are o suprafață de 16.628 de hectare, în timp ce proprietatea Patrimoniului Mondial ocupă o suprafață de aproximativ șapte mii de hectare, inclusiv patru insulițe din apropiere.
Chile a declarat insula Parc național în anul 1935, iar pe 22 martie 1996 UNESCO a desemnat-o loc aparținând Patrimoniului Mondial. Granițele parcului au fost modificate în câteva ocazii pentru a reda teren localnicilor. 

## Rano Kau
Rano Kau este un vulcan stins înalt de 324 m (1063 ft), care formează partea de sud-vest a Insulei Paștelui, o insulă chiliană în Oceanul Pacific, formată din  scurgerea lavei bazaltice în Pleistocen cu cele mai noi roci din zonă ce datează de acum 150000 și 210000 de ani în urmă.
Rano KAU are un lac format în crater, și este unul din cele trei surse naturale de apă dulce ale insulei. Cea mai mare parte a vulcanului este situată pe coastă și a fost erodat, pentru a forma largul mării. Partea de Nord a vulcanului constituie o pantă, care coboară către Aeroportul Internațional Mataveri.
Rano KAU este inclusă în Patrimoniul Mondial al Parcului Național Rapa NUI și dă numele său uneia din cele șapte secțiuni ale parcului. Principalul sit arheologic din Rano KAU este ruina satului Orongo care se află în punctul în care marea, stânca și peretele interior al craterului converg. O platformă cu mai multe statui Moai a fost înregistrată la Rano KAU în anii 1880, dar a scăzut către plajă în timpul expediției de la Routledge din 1914. În afară de bazalt, conține o serie de alte roci inclusiv obsidian de foc și piatra ponce.
Craterul se întinde pe o suprafață de aproximativ o milă și are propriul climat.

## Puna Pau
Puna Pau este o carieră de piatră într-un mic crater sau con de zgură de la marginea orașului Hanga Roa în Sud-Vestul Insulei Paștelui (o insulă chiliană din Oceanul Pacific). Puna Pau oferă, de asemenea, numele său uneia din cele șapte regiuni ale Parcului Național Rapa NUI.
Puna Pau a fost singura sursă de zgură roșie pe care tribul Rapanui o utiliza pentru a o ciopli în forma acelor pălării, pe care le puneau pe capul unora dintre statuile Moai. Rocile din Puna Pau au fost de asemenea folosite și pentru alte statui Moai mai neobișnuite, cum ar fi Tukuturi și Petroglyphs.

## Rano Raraku
Rano Raraku este un crater vulcanic consolidat, format din cenușă vulcanică, sau tuf vulcanic, și situat pe pante mai mici de Terevaka în Parcul Național Rapa NUI de pe Insula Paștelui. A fost o carieră de aproximativ 500 de ani până la începutul secolului 18 și a este locul de unde provin rocile din care sunt sculptate circa 95% din statuile Moai din insulă.
397 din aceste statui Moai s-au păstrat până în prezent, Rano Raraku fiind o parte prețioasă și importantă din patrimoniul parcului Rapa Nui.
Rano Raraku este în patrimoniul mondial al sitului Parcului Național Rapa NUI  și dă numele său la una din cele șapte secțiuni de parc.
Părțile laterale ale craterului Rano Raraku  sunt înalte și abrupte în nord și nord-vest. Interiorul conține unul dintre cele 3 lacuri cu apă proaspătă care este mărginit de stuf nga'atu sau totora. Aceste plante sunt prezente pe această insulă de cel puțin 30000 de ani. 
Pe partea exterioară a carierei sunt o serie de statui Moai dintre care unele sunt parțial îngropate până la umeri în pământ. Ele se diferențiază prin faptul că  ochii lor nu sunt goi, nu au pălării în cap și nu au fost aruncate în aer în razboiale civile. Pentru acest ultim motiv, ele au devenit o parte a celor mai faimoase imagini ale insulei. 
Tukuturi este o statuie Moai neobișnuită. Are barbă și este îngenuncheat într-o postură deosebită pentru a-l distinge de statuia Moai standard. Tukuturi este o statuie care se face din zgură roșie de la Puna Pau, dar se află situată la Rano Raraku. Este posibil ca aceasta să fie legată de cultul Tangata Manu, și în acest caz ar fi una din ultimele statui Moai făcute vreodată.  

## Anakena
Anakena este o plajă cu nisip alb de coral în  Parcul Național Rapa NUI de pe Insula Paștelui. 
Anakena are două regiuni cu statui, una cu un singur Moai și alta cu șase.  
Conform tradițiilor vechi Anakena este insulă în care a debarcat regele Hotu Matu'a, care a fondat prima localitate de pe Rapa NUI.  
Anakena figurează în Tangata Manu sau cultul Birdman de ani de zile. 
Arheologia modernă a găsit semne ale așezării umane  la Anakena la începutul anilor 1200 îh., deși analizele lingvistice indică o serie de date pentru prima așezare din Rapa NUI între 300 și 1200 îh.  
"Anakena a fost locul unde au avut loc mai multe săpături arheologice, inclusiv cele ale Katherinei Routledge, în 1914 și Thor Heyerdahl în anii 1950". 
Anakena a fost utilizată ca  locație de filmări pentru filmul din 1994 al lui Kevin Reynolds "Rapa NUI", având în distribuție pe Jason Scott Lee, Esai Morales, Sandrine Holt, George Henare și Cliff Curtis. Filmul a fost produs de Kevin Costner. 

## Ahu Akivi
Aku Akivi este o regiune cu șapte statui Moai pe Rapa NUI (Insula Paștelui).Regiunea și statuile sale Moai  au fost restaurate în 1960 de către arheologul american  William Mulloy și colegul său chilian, Gonzalo GarcAa-Figueroa Huidobro.  lui Mulloy  pe Complexul Akivi-Vaiteka  a fost  de către Fundația Fulbright  de subvenții de la Universitatea din Wyoming,Universitatea din Chile  de Fondul  pentru Monumente. Ahu Akivi , de asemenea, numele  la  din cele șapte regiuni ale parcului   NUI.  
Spre deosebire de alte centre ceremoniale  NUI , Complexul Akivi-Vaiteka  nu este situat pe .  contrast cu structurile celorlalte  de pe , statuile Moai de la Ahu Akivi  situate chiar pe coasta  oceanului. 

## Legături externe
http://whc.unesco.org/pg.cfm?cid=31&id_site=715
1. ↑  „Parcul Național Rapa Nui”. Accesat în 30 ianuarie 2025.